# Vietnam Veterans Memorial State Park
Státní park Vietnam Veterans Memorial State Park (nyní Disabled American Veterans Vietnam Veterans National Memorial) byl prvním významným vietnamským památníkem ve Spojených státech. V současné době je to jediný státní park věnovaný výhradně veteránům vietnamské války. Nachází se v severovýchodním Novém Mexiku.

## Dějiny
Památník začali budovat Victor a Jeanne Westphall, rodiče námořního nadporučíka Davida Westphalla, který byl spolu s dalšími šestnácti mladými muži zabit při přepadení 22. května 1968 ve Vietnamu . Westphallovi použili pojištění svého syna k zahájení výstavby Kaple míru a bratrství. Stavba byla podpořena Disabled American Veterans, asociací amerických zdravotně postižených veteránů. Budova kaple, která připomíná lodní plachtu, je postavena na kopci s výhledem na údolí Moreno. Památník byl dedikován v den výročí Davidovy smrti v roce 1971. Výstavba památníku neušla pozornosti medií a inspirovala tak založení Vietnam Veterans Memorial ve Washingtonu, D.C., dokončeném v roce 1982. V roce 1987 Kongres Spojených států uznal Vietnam Veterans Memorial State Park jako národní památku Disabled American Veterans Vietnam Veterans National Memorial.
V areálu památníku je k vidění UH-1D model vrtulníku Huey známý původně jako „Vikingské překvapení“, používaný ve Vietnamu. 26. března 1967 byl vrtulník ve Vietnamu těžce poškozen – 135 děr po kulkách – takže musel být vrácen do Spojených států k opravě. Helikoptéra se vrátila do Vietnamu a později byla přidělena New Mexico National Guard, která ji věnovala památníku Angel Fire.

## Galerie

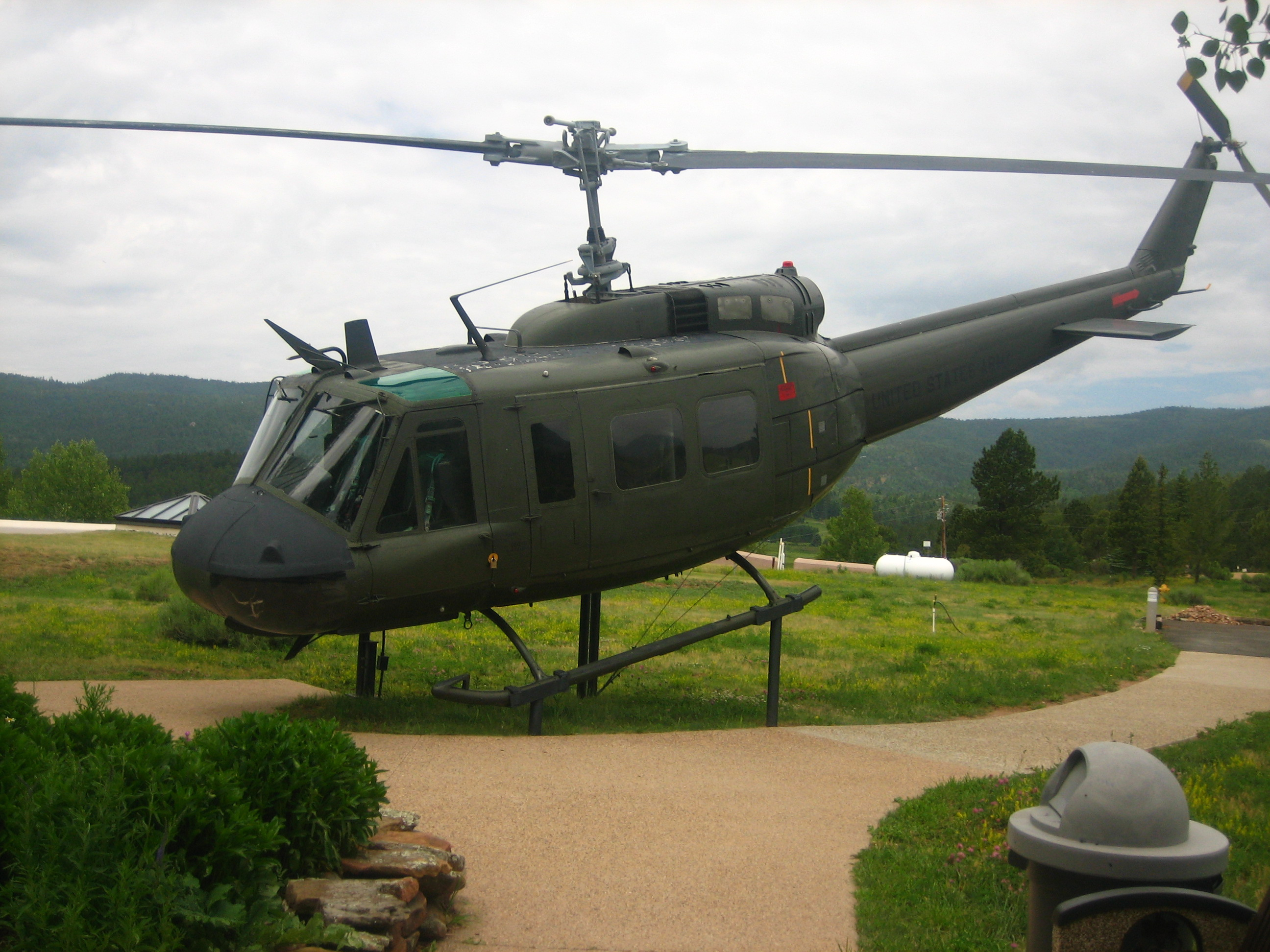
Vystavený UH-1D Huey vrtulník používaný ve Vietnamu
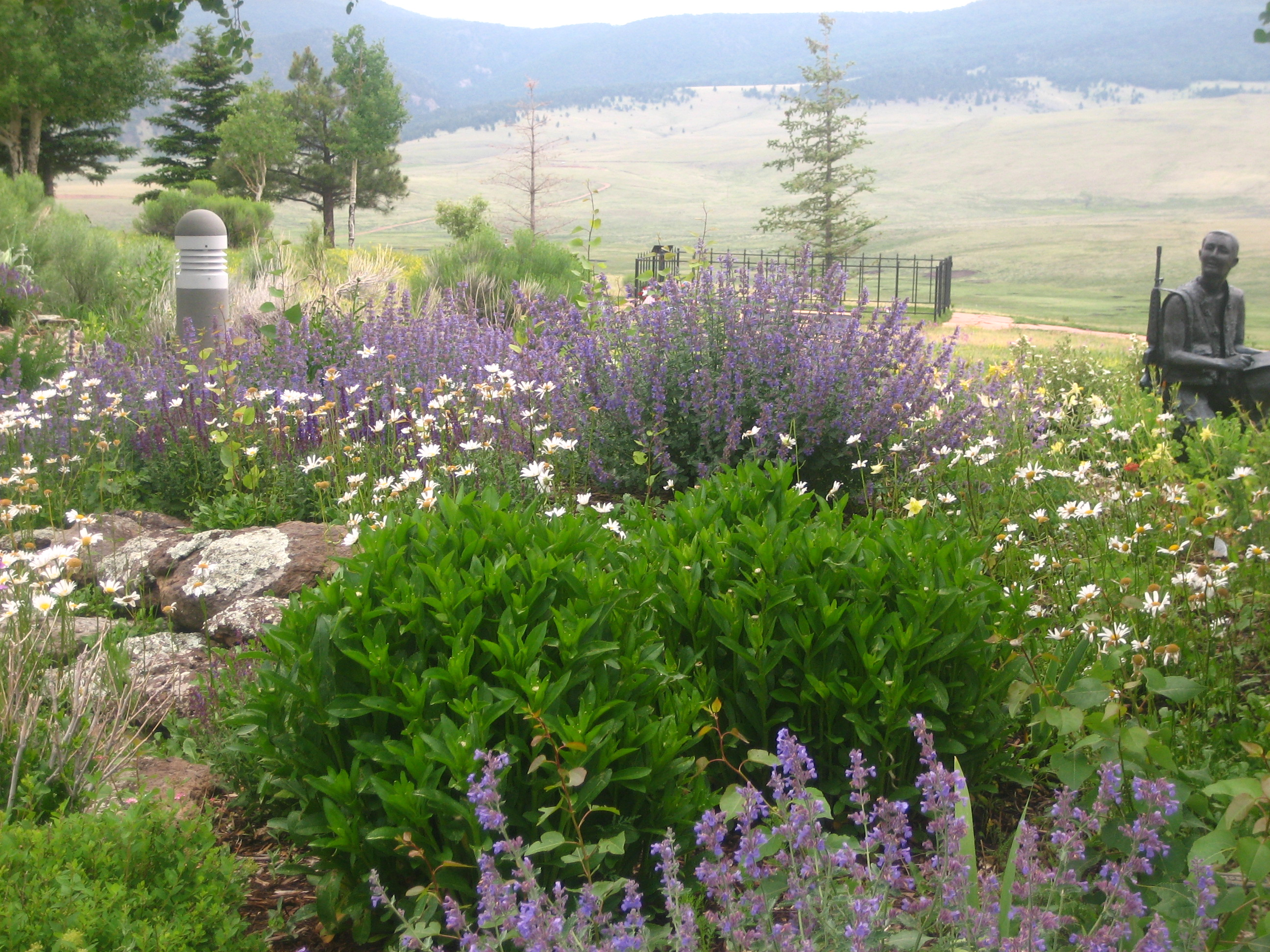
Zahrada
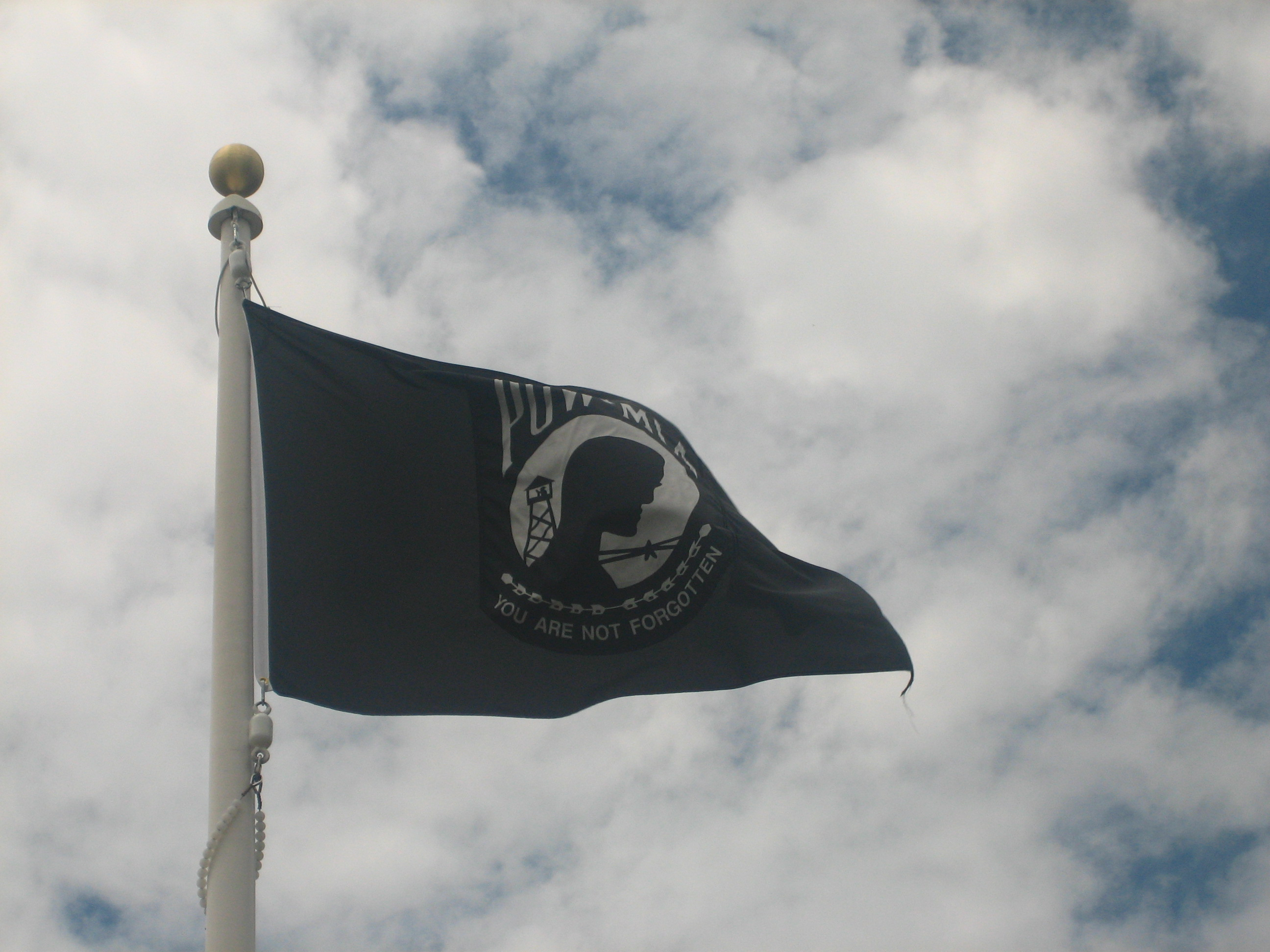
Vlajka POW-MIA (zkratky za válečný zajatec-nezvěstný)
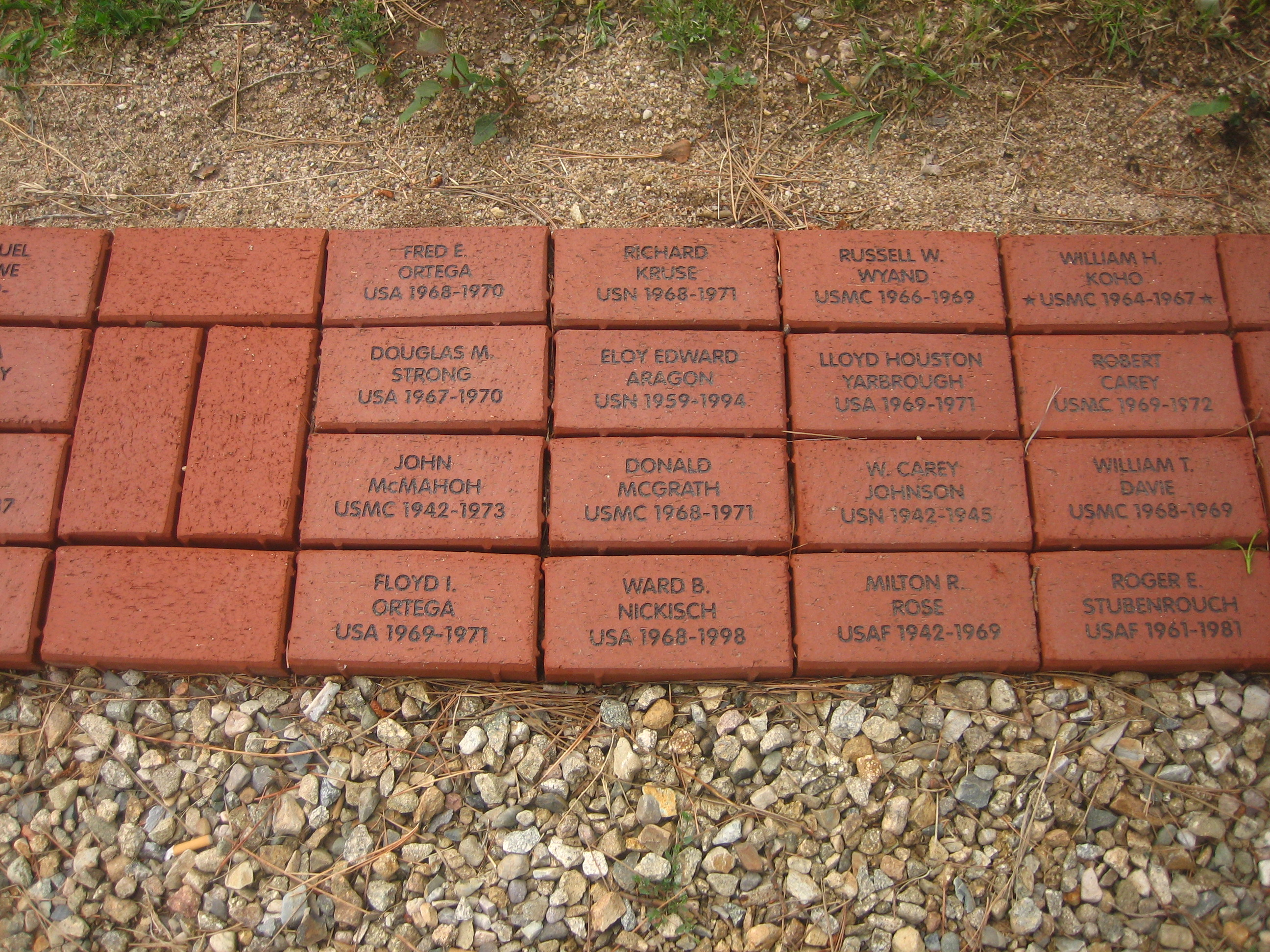
Na cihlách jsou uvedena jména vojáků, kteří sloužili v různých složkách armády v kterékoliv době
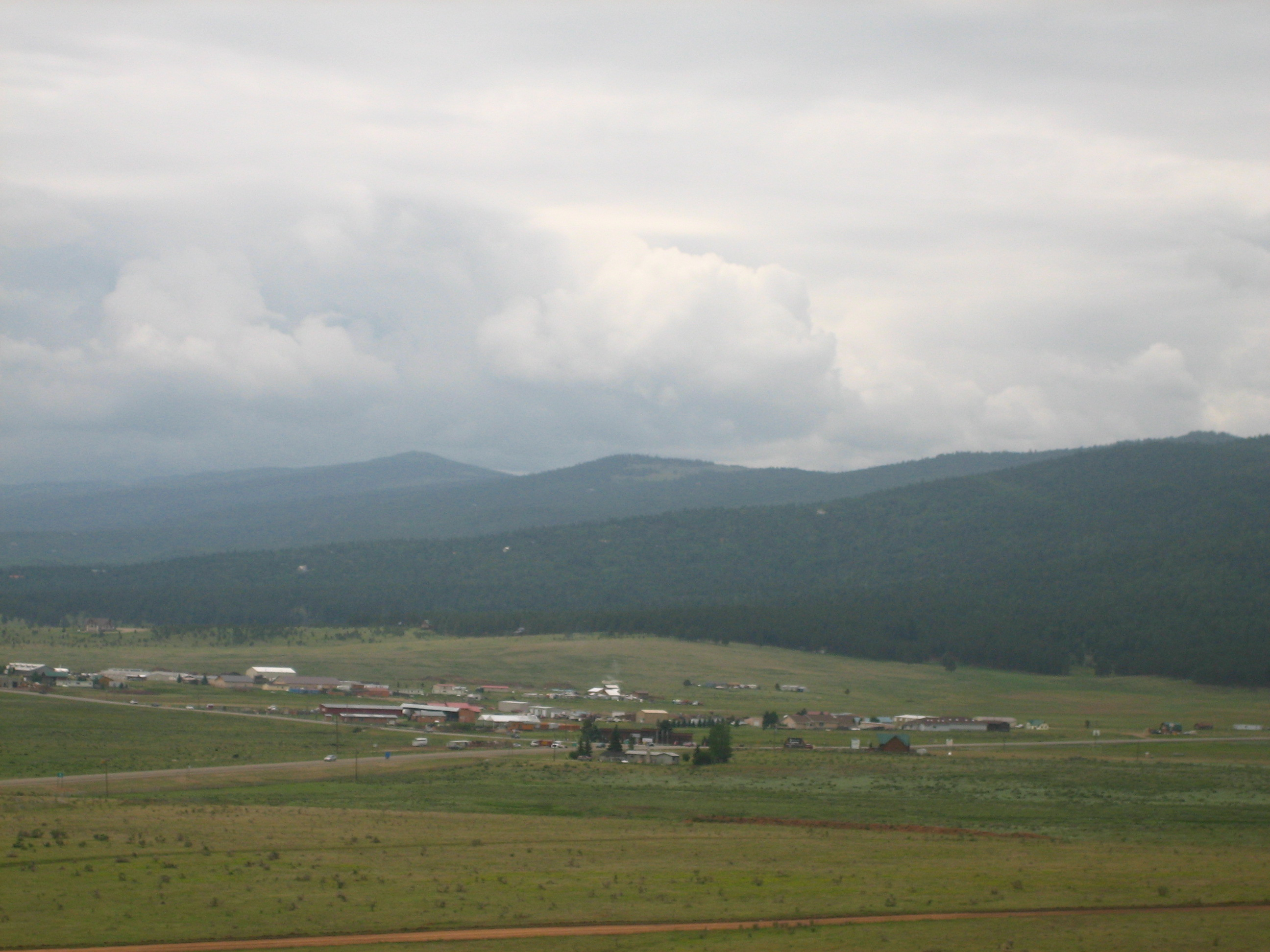
Pohled na část městečka Angel Fire
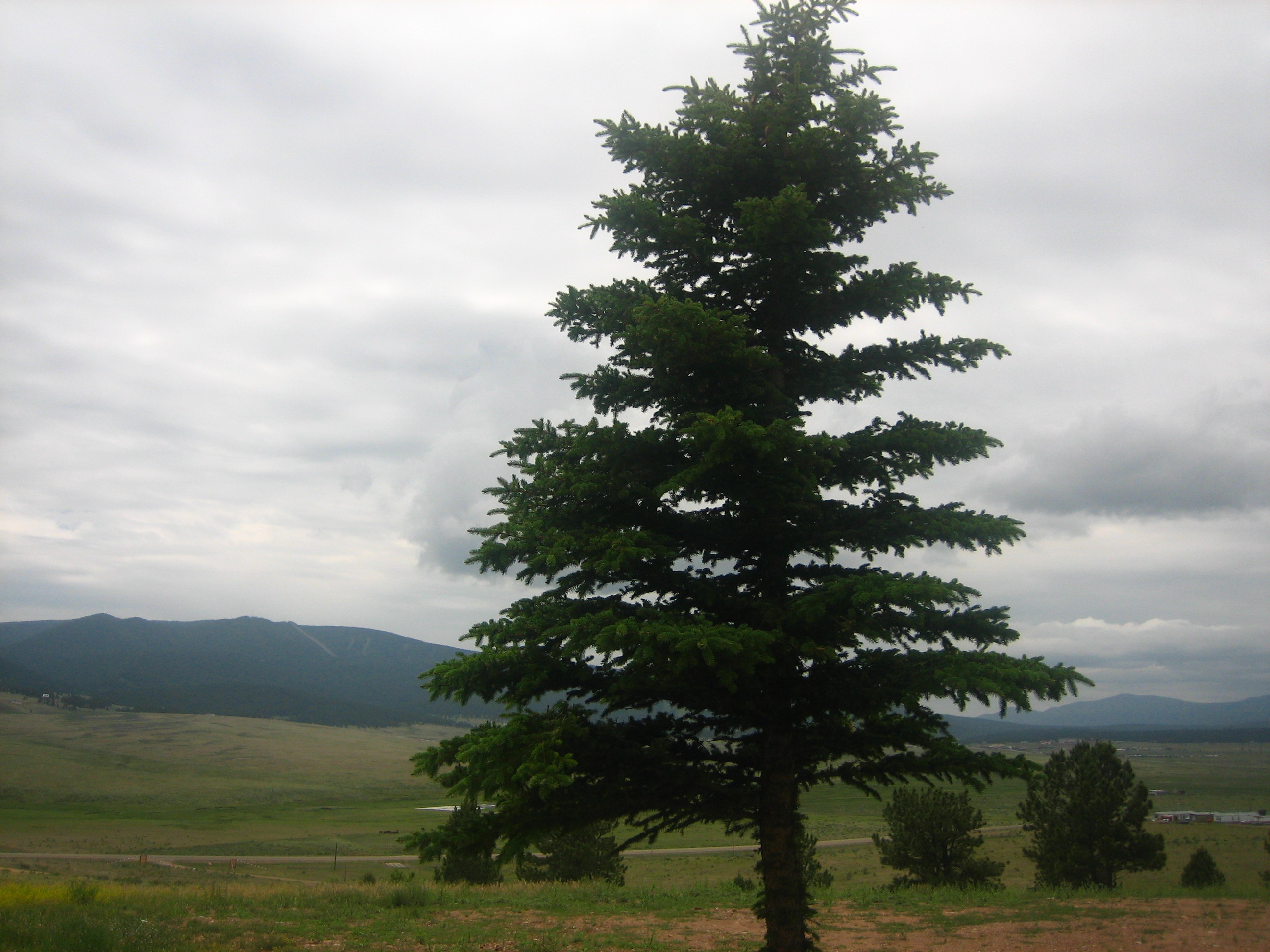
Smrky v oblasti kolem parku